# Peristedion miniatum
Peristedion miniatum är en fiskart som beskrevs av Goode, 1880. Peristedion miniatum ingår i släktet Peristedion och familjen Peristediidae. Inga underarter finns listade i Catalogue of Life.